# 占冠ヘリポート

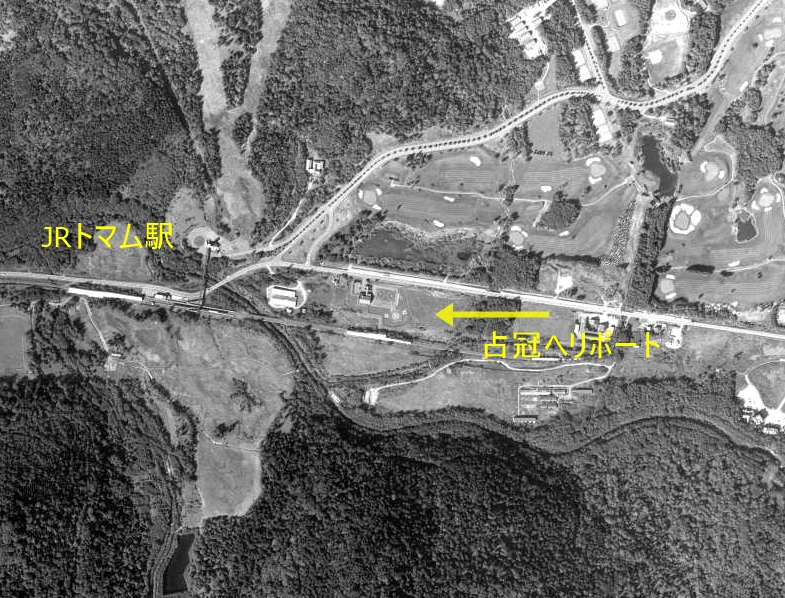
JRトマム駅とへリポートの位置関係（2000年）

占冠ヘリポート（しむかっぷヘリポート）は、北海道勇払郡占冠村トマムに所在するヘリポートである。

## 概要
1991年（平成2年）12月15日に公共用ヘリポートとして開場した。2004年度の発着回数は3回となっており事実上の休止状態となっていたが、2017年3月をもって公共用ヘリポートとしては供用廃止となった。
これにより、地域の緊急医療輸送、農薬散布、送電線整備等のヘリコプター発着運用は公共用途の廃止に伴い停止されている。
なお、施設は北清ヘリシス株式会社が保有しており、ヘリポートとしての機能は維持されている。チャーターによる同社のトマム周辺の遊覧飛行が同へリポートからまれに行われている。

## 利用状況
1980年代後半から開発されたリゾート地「アルファリゾート・トマム」の至近にある。リゾート運営会社のホテルアルファが、新千歳空港・丘珠空港・帯広空港との間でヘリコプター旅客便を運航する計画があったが、実際の利用は官公庁・使用事業が中心であったとされる。
なお、北海道防災航空室の指定離陸場となっており、有事の際は災害救援活動の拠点となる。